# Hegra
Hegra este o localitate din comuna Stjørdal, provincia Nord-Trøndelag, Norvegia, cu o suprafață de 613 km² și o populație de 3.151 locuitori (2013).